# Heinekens Park
Heinekens Park mit dem Gut sind ein historischer Park und ein historisches Gebäude in Bremen-Oberneuland an der Oberneulander Landstraße 151. Park und Landgut (auch Landgut Schumacher genannt) mit Herren- und Hofmeierhaus stehen seit 1973 unter Denkmalschutz.

## Geschichte
Hermann Post (1693–1762), bremischer Staatsarchivar, erwarb das ehemalige Vorwerk von seinem Schwiegervater, dem Bremer Bürgermeister Hermann von Line. Er verpachtete das Gut. Nach dem Tode von Post erbte 1762 sein Schwiegersohn Hofrat Dr. Albert Schumacher, zeitweise auch Gesandter in Kopenhagen, das Gut. Er nutzte es als Landsitz und ließ nach 1762 ein neues Gutshaus bauen. Nachbildungen von Statuen aus dem Schloss Fredensborg von der Insel Seeland in Dänemark kamen deshalb nach Oberneuland. Sie stellen die vier Elemente Feuer, Wasser, Luft und Erde dar. Die Statue Terra (Erde) befindet sich heute im Park des Gutes Riensberg des Focke-Museums, die drei anderen in Heinekens Park.
Christian Abraham Heineken (1752–1818), Ratsherr und seit 1792 Bürgermeister, erbte das Gut 1782. Um diese Zeit (um 1790) wurde das heute  noch erhaltene Hofmeierhaus erstellt. Heineken ließ einen Park um das Gutshaus anlegen; eine Vorliebe wohlhabender Bürgerfamilien für das Landleben, die in Form von Sommerwohnungen und Gartenarealen lebten. Bei der Anlage des 27 Hektar großen Parks wirkte Gottlieb Altmann mit, Planer auch von Ichons Park.
Heinekens Park war zunächst ein französisch/holländischer Barockgarten mit Putten und kunstvoll geschnittenen Hecken. In der zweiten Hälfte des 18. Jahrhunderts wurden daraus Teile zu einem romantisierenden Landschaftspark umgestaltet. Bemerkenswert ist das Heckenrondell, das schon um 1770 angelegt wurde. Es besteht aus einer 6,25 Meter hohen Hainbuchenhecke mit bogenförmigen Durchlässen, die eine 50 × 39 Meter große ovale Rasenflächen umschließt. Umgeben ist das Rondell von einem Weg der durch eine weitere 2 Meter hohe Hecke begrenzt wird.
Das eingeschossige Gutshaus Haus Heineken, auch Haus Schumacher genannt, wurde um 1790 in der Epoche des Klassizismus gebaut und 1871 im Stil des Historismus nach Plänen von Gustav Runge erweitert zu einem siebenachsigen Haus mit einem zweigeschossigen Mittelrisalit mit einem Giebel. Nach Einbau einer Heizung in den 1920er Jahren wurde es auch im Winter bewohnt. 2018 verfügt das sanierte Anwesen über sieben Wohnungen.

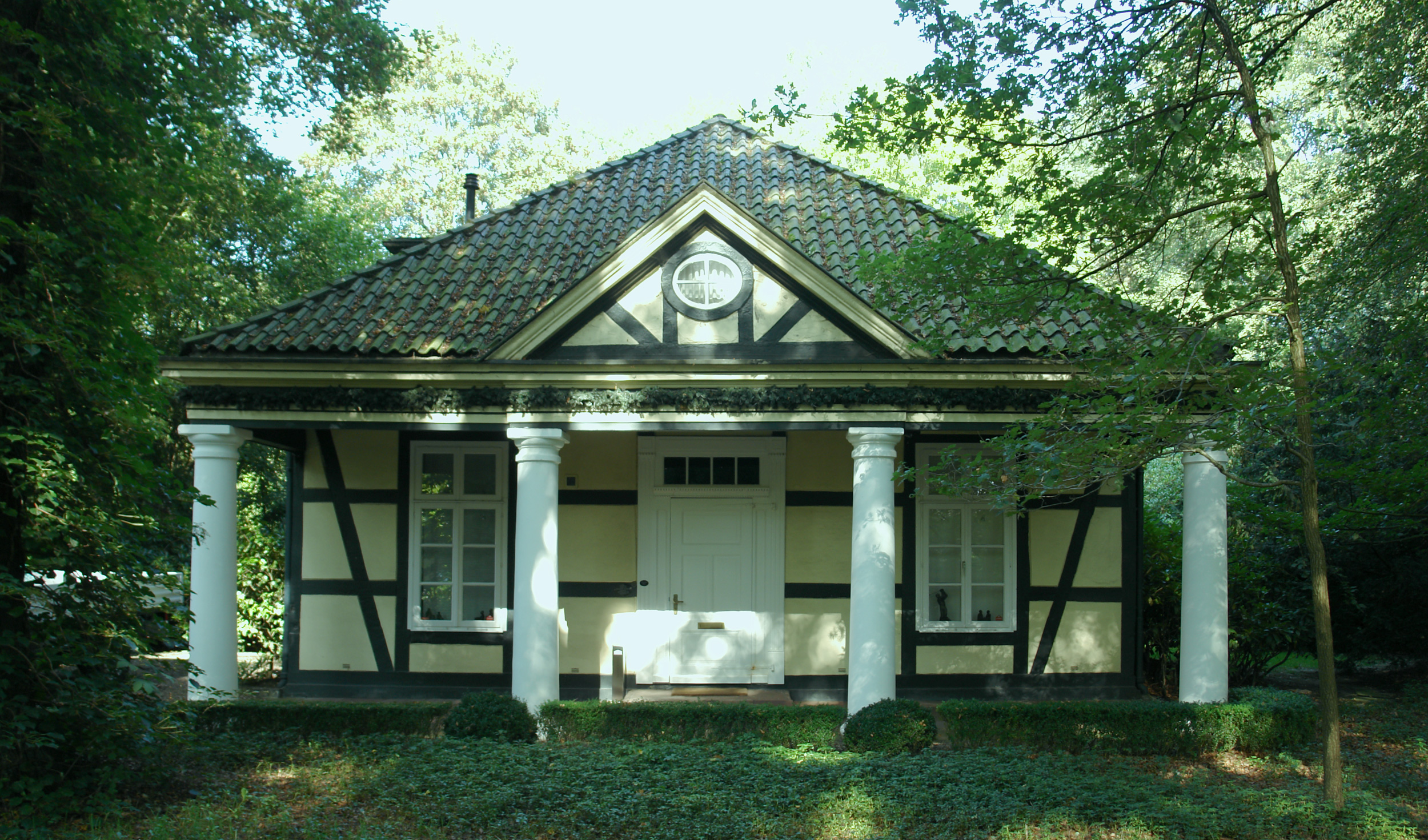
Hofmeierhaus

1970 sollte das Parkgelände als Bauland ausgewiesen werden. Dieses wurde nach Protesten teilweise verhindert. Die Nordwestdeutsche Siedlungsgesellschaft errichtete unter anderem ein achtgeschossiges Wohnhochhaus nahe der nördlichen Grenze des Parks. Den südlichen, 2,7 Hektar großen Teil des Grundstücks überließ die Familie Heineken der Stadt für einen seit 1975 öffentlichen Park mit dem erhaltenen Heckenrondell und den seltenen Bäumen. Landesdenkmalpfleger Rudolf Stein bezeichnete später Heinekens Park als Bremens kostbarste Gartenanlage.
Teile des Parks sind Bestandteil des FFH-Gebietes Parks in Oberneuland.